# Mercedes-AMG C190
La Mercedes-AMG C190, nota anche come Mercedes-Benz AMG GT I o Mercedes-AMG GT I (sigla di progetto C190), è un'autovettura prodotta dal 2014 al 2022 dalla casa automobilistica tedesca Mercedes-AMG, reparto sportivo della Mercedes-Benz, come prima generazione dell'omonima vettura sportiva, con carrozzeria di tipo coupé.
Oltre alla coupé è disponibile anche in versione roadster introdotta nel 2016 (sigla R190), e a quattro porte Mercedes-AMG GT Coupé 4 (sigla X290), in introdotta nel 2018, quest'ultima realizzata su di un autotelaio differente.

## Storia e profilo

### Debutto

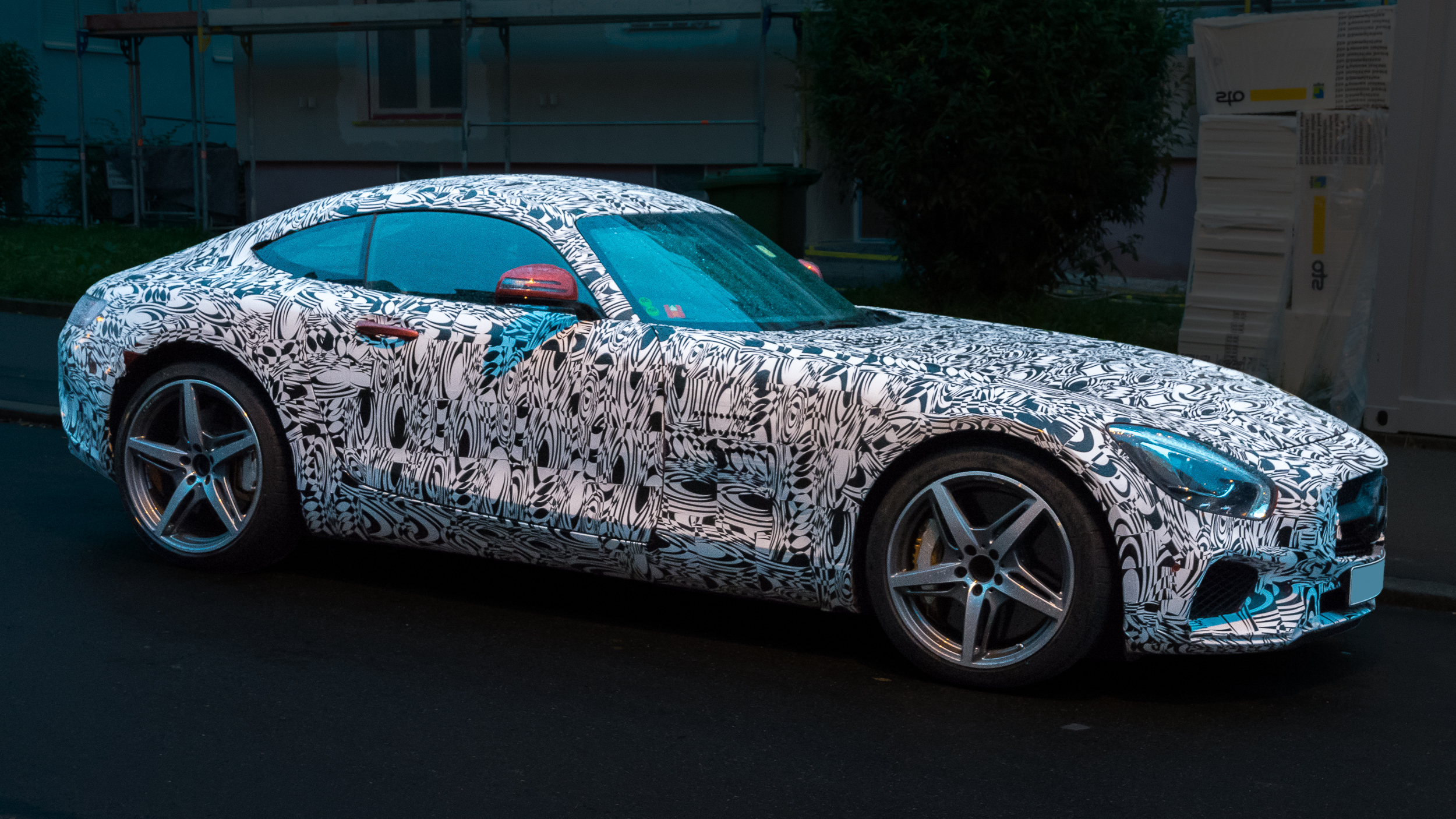
Muletto durante i test di sviluppo su strada

Per l'erede della SLS AMG, la casa di Stoccarda pensò ad una vettura più compatta, che potesse inserirsi nel segmento di mercato fino a quel momento appannaggio di vetture come la Porsche 911. Il progetto, al quale venne inizialmente attribuita la sigla SLC con tanto di sigla registrata, fu sviluppato in tempi piuttosto brevi, se si considera la tipologia di vettura e l'esigenza di curare al meglio ogni aspetto, dalla meccanica alla cura degli interni, dallo stile al fattore affidabilità. All'inizio del 2012 non si era ancora presa la decisione di avviare il progetto, ma nel giro di poco tempo esso venne approvato. Fu così che partì il progetto C190, che già alla fine di quello stesso 2012 entrò nel vivo. Il progetto prevedeva fra l'altro di affidare nuovamente l'intero iter di progettazione e sviluppo al reparto sportivo Mercedes-AMG, esattamente come nel caso della precedente SLS AMG.
La presentazione della vettura definitiva si ebbe il 9 settembre 2014 alla sede della Mercedes-AMG di Affalterbach. All'inizio di ottobre la vettura poté essere ammirata al Salone di Parigi. La gamma viene inizialmente proposta in due versioni, ossia GT di base e GT S. Benché le consegne siano previste per l'inizio del 2015, la vettura è ordinabile già dal mese di novembre.

### Design esterno e interno

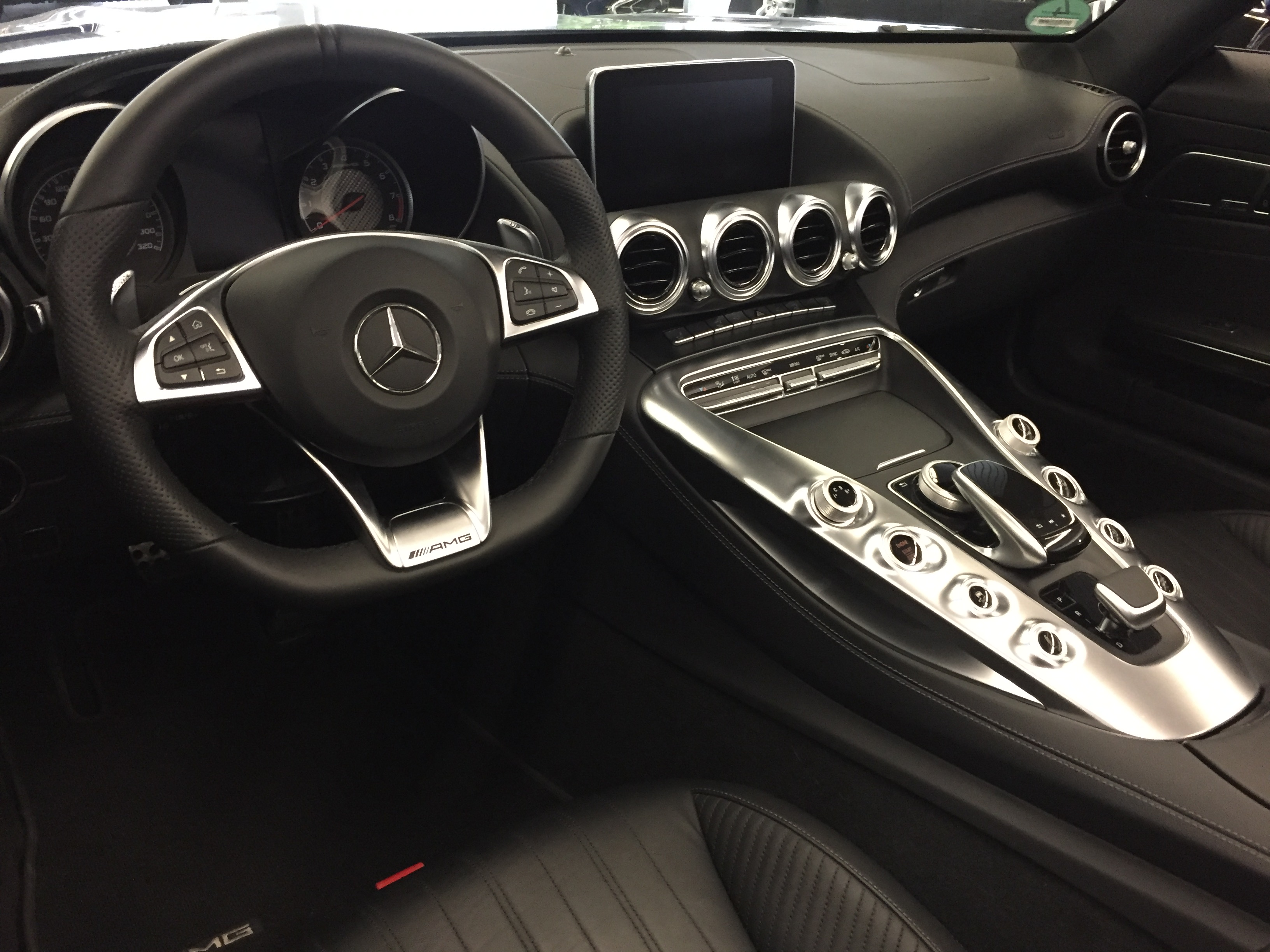
Posto guida

In realtà, negli intenti iniziali del direttivo Daimler, la AMG GT non doveva sostituire la SLS AMG, ma di fatto, poiché quest'ultima uscì di produzione pochissimo tempo prima, finì con il rendere la AMG GT l'unica alternativa per chi voleva una sportiva a sé, non derivata da altri modelli, fra quelle recanti il marchio della stella a tre punte. Il corpo vettura è in effetti più compatto, con i suoi 94 mm in meno di lunghezza ed un passo inferiore di 5 cm. Lo stile è molto più arrotondato, con un'impostazione e una distribuzione dei volumi che ricorda certe mitiche berlinette prodotte in Europa a cavallo fra gli anni '50 e '60. 

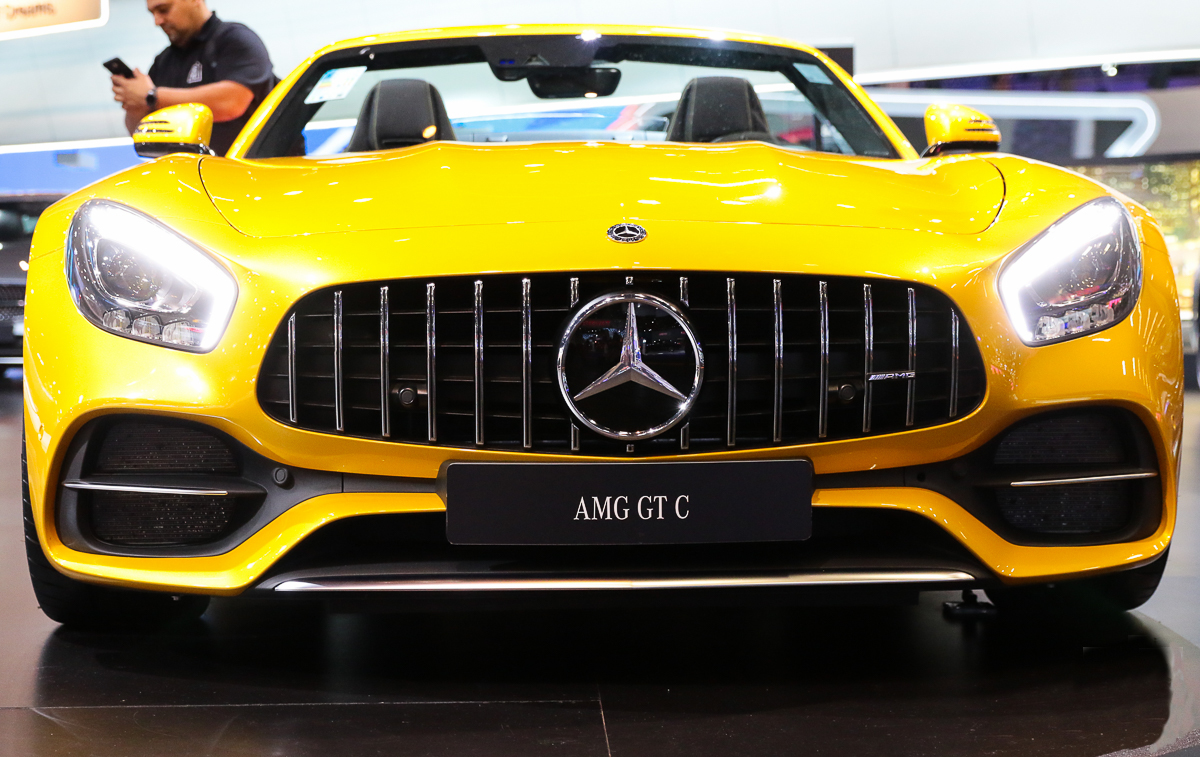
Frontale

Il frontale riprende lo stile delle Mercedes-Benz contemporanee, con la grande calandra a sviluppo orizzontale, anch'essa dal design arrotondato e tagliata a metà da un baffo cromato con al centro un vistoso logo della stella a tre punte. Ai lati della calandra si trovano i due grandi gruppi ottici trapezoidali, montati sulla sommità dei parafanghi, molto sporgenti verso l'alto e che racchiudono un cofano motore solcato longitudinalmente da due nervature. Il fascione paraurti è reso aggressivo dalle due grandi prese d'aria laterali, mentre quella centrale è più discreta, in parte nascosta anche dalla targa. La vista laterale evidenzia l'impostazione generale della carrozzeria con il lungo cofano motore e l'abitacolo proteso all'indietro. Dietro ad ogni parafango anteriore trova posto una finta presa d'aria racchiusa fra due brevi nervature che sconfinano in parte nella portiera. Un'altra nervatura lambisce la zona sottoporta. A proposito delle portiere, esse abbandonano lo spettacolare sistema di apertura ad ali di gabbiano in favore della tradizionale incernieratura sul lato anteriore. La corta coda arrotondata è dominata dai gruppi ottici a LED a sviluppo orizzontale e dal piccolo lunotto dal sapore retrò. Il fascione posteriore integra gli alloggiamenti per i due terminali di scarico romboidali.

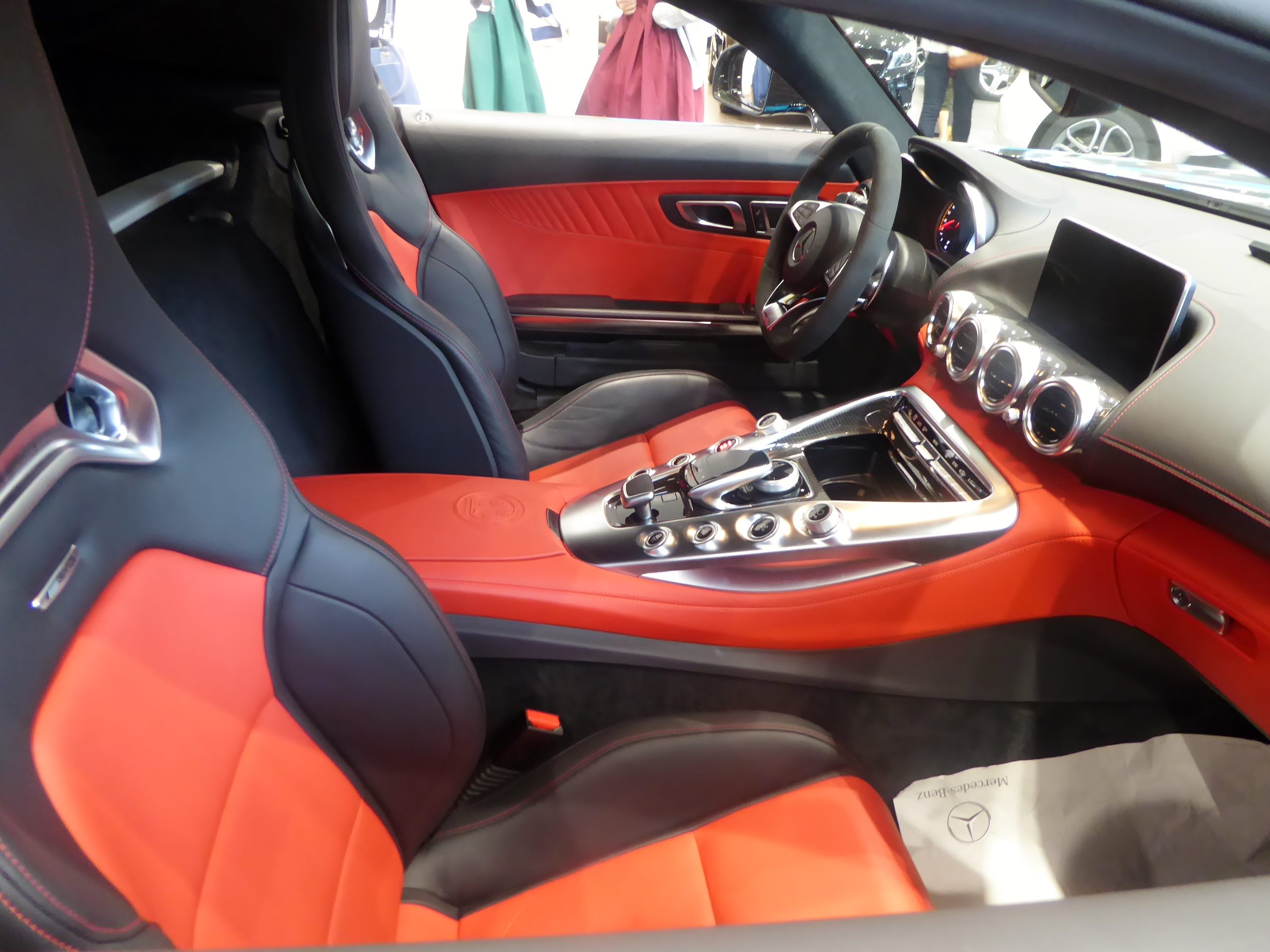
L'abitacolo di una GT

L'abitacolo a due posti è caratterizzato dai due sedili sportivi con poggiatesta integrati e disegno profilato ad alto contenimento. Sia i sedili, che i pannelli porta, sia ancora la console centrale e la plancia sono rivestiti in pelle con inserti in alluminio e cuciture a vista. Il posto guida è molto orientato alla guida sportiva, ma tutt'altro che spartano e comunque conforme allo stile delle Mercedes-Benz coeve, come evidenziano il volante a tre razze con logo al centro (e con le leve per il cambio marcia) o le bocchette di climatizzazione di forma circolare. La strumentazione è ancora di tipo tradizionale con tachimetro e contagiri, anziché di tipo a display, come appariranno di lì a poco anche nella normale produzione in serie di modelli di fascia inferiore. La grande console centrale è dominata dal display del sistema multimediale con quattro bocchette sottostanti. Più in basso si snoda il tunnel centrale, molto alto rispetto al piano diseduta del sedile del pilota, con un pannello comandi contenente il touch-pad per la gestione del sistema stesso, più due file di quattro pulsanti, tra cui quello di avviamento del motore e quello per l'inserimento/disinserimento dell'ESP. Molto piccolo il bagagliaio, che può arrivare al massimo a 350 litri di capacità totale.

## La tecnica

### Struttura di base

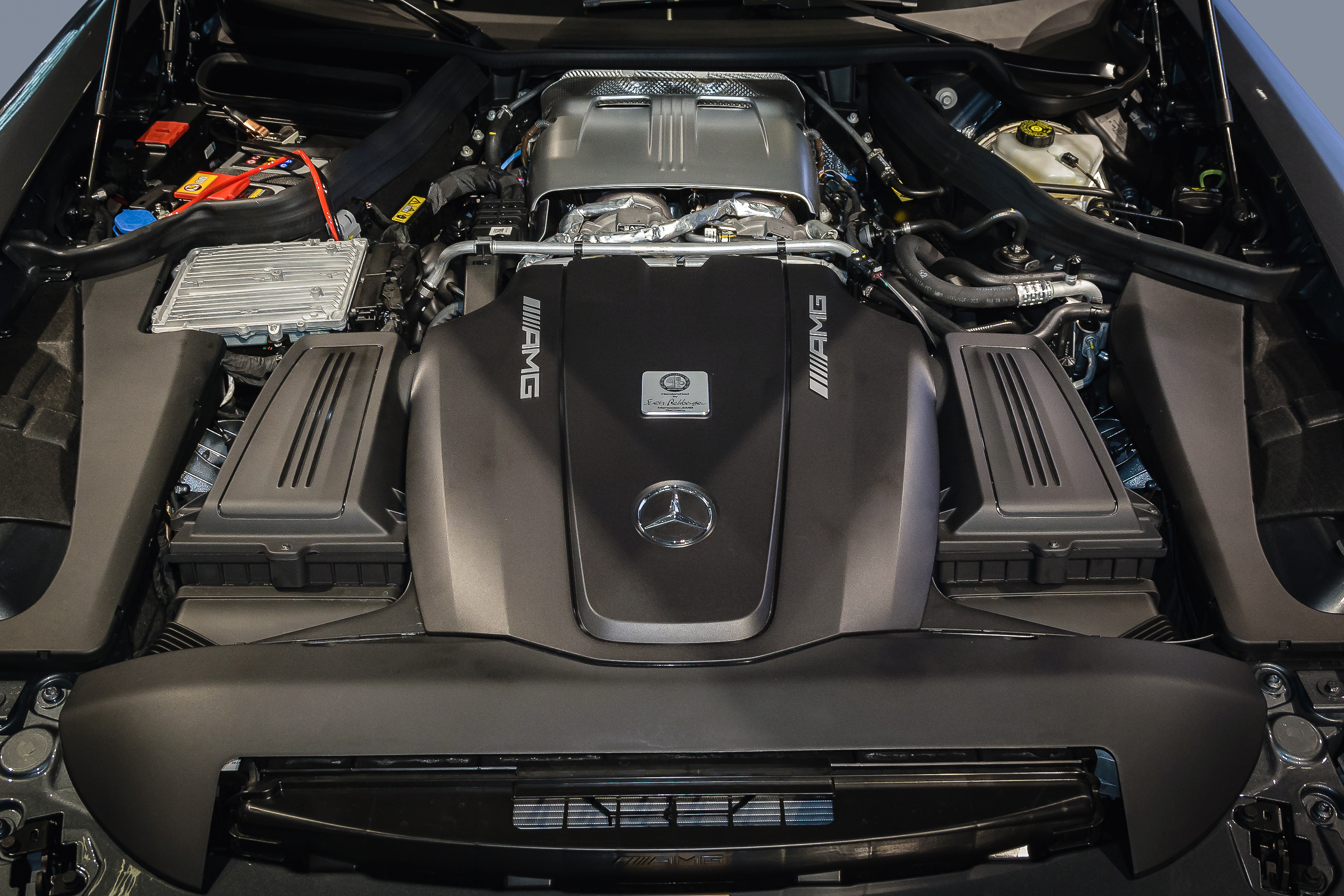
Il vano motore di una Mercedes-AMG GT

La struttura a scocca portante di tipo space frame della GT è stata progettata mirando al contenimento dei pesi. Perciò è stato fatto largo uso di lega di alluminio con pannelli rivettati e incollati, una tecnica proveniente dal mondo dell'aeronautica. Il risultato è una vettura da 1540 kg di massa a vuoto nella versione base e di 1.570 kg nella versione GT S. Lo schema meccanico della Mercedes-AMG GT è a motore anteriore longitudinale con schema transaxle, ossia a trazione posteriore con cambio al retrotreno, in modo da ottenere un miglior bilanciamento della massa fra i due assali. Allo stesso scopo, il motore è montato in posizione arretrata, in modo da non gravare eccessivamente sull'asse anteriore con il suo peso. Il risultato ottenuto è una distribuzione delle masse al 47% sull'avantreno e al 53% sul retrotreno.

### Motore e trasmissione
Il vero punto di forza della GT è il motore V8 da 3982 cm³ appartenente alla famiglia M178 e caratterizzato dalla lubrificazione a carter secco, il che permette di abbassare il baricentro della vettura. Si tratta di un motore interamente progettato dalla Mercedes-AMG sulla base del motore M177 (che si differenzia invece per la lubrificazione a carter umido). Tale motore, di tipo bialbero in testa, è alimentato ad iniezione diretta e sovralimentato mediante due turbocompressori montati al centro della V, dove si trovano le uscite dei condotti di scarico che azionano le due turbine. Questo motore viene proposto inizialmente in due varianti:
- GT "base": potenza massima di 462 CV a 6000 giri/minuto e coppia massima di 600 Nm dai 1600 ai 5000 giri/minuto per la GT di base;
- GT S: potenza massima di 510 CV a 6250 giri/minuto e coppia massima di 650 Nm disponibile dai 1750 ai 4750 giri/minuto per la GT S.

La coppia motrice viene indirizzata al retrotreno mediante un cambio a doppia frizione a 7 rapporti che può funzionare in base a quattro programmi selezionabili dal pilota. La GT S è dotata di serie di un differenziale posteriore a slittamento limitato e a controllo elettronico, mentre la GT di base monta un meno sofisticato autobloccante di tipo meccanico.

### Sospensioni e freni
Le sospensioni sono a doppi triangoli sovrapposti in alluminio forgiato sia anteriormente che posteriormente. È inoltre disponibile come optional per la GT e di serie per la GT S il Ride Control per personalizzare la configurazione degli ammortizzatori. Di serie la GT dispone di un impianto frenante con dischi autoventilanti forati da 360 mm, mentre la versione GT S dispone di freni anteriori maggiorati da 390 mm identificabili da pinze dei freni rosse. Sono disponibili come optional i freni carboceramici, con dischi anteriori da 402 mm e posteriori da 360 mm. I cerchi in lega della GT di base sono da 19 pollici su entrambi gli assi con pneumatici da 255/35 anteriormente e 295/35 posteriormente. La versione GT S ha i cerchi posteriori da 20" con pneumatici anteriori da 265/35, mentre posteriormente sono da 295/35 ma ovviamente di diametro superiore.

### Elettronica

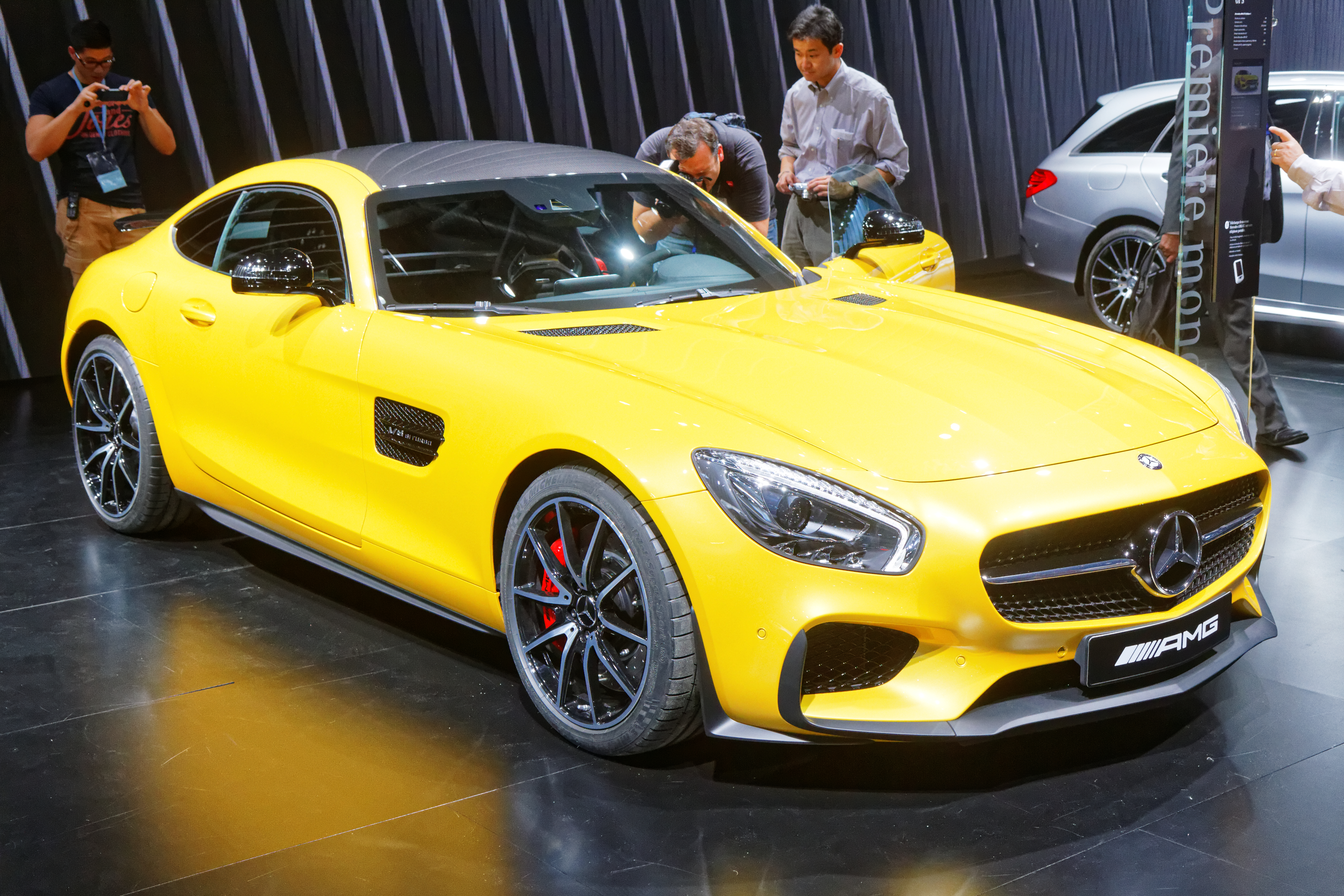
Mercedes AMG GT- S al Salone di Parigi 2014

Su entrambe le vetture è integrato l'AMG Dynamic Select per la selezione delle modalità di guida come la Controlled Efficiency, la Sport, la Sport Plus, la Individual e solo sulla versione GT S è disponibile anche la modalità Race. La vettura è inoltre equipaggiata con un sistema ESP regolabile, così come personalizzabile è la risposta dello sterzo.
È invece disponibile come optional solo per la versione GT S il pacchetto Dynamic Plus AMG che comprende supporti dinamici per il motore e il cambio controllati dalla centralina dell'AMG Chassis Controller, in grado di gestire singolarmente la rigidezza di ognuno dei supporti. Fanno parte di questo pacchetto anche l'assetto irrigidito, una campanatura più negativa all'anteriore, uno sterzo con ancora più regolazioni, il volante Performance, la strumentazione con dettagli gialli e le gomme Michelin Pilot Sport Cup 2 per l'impiego in pista.

### Prestazioni e consumi
La versione GT accelera da 0-100 km/h in 4 secondi netti, con una velocità massima limitata elettronicamente di 304 km/h. La versione GT S accelera da 0 a 100 km/h in 3,8 secondi, con una velocità max limitata elettronicamente di 310 km/h. I consumi e le emissioni sono di 9,3 l/100 km pari a 216 g/km di CO2 per la versione GT e di 9,4 l/100 km pari a 219 g/km di CO2 per la versione GT-S.

## Evoluzione

### I primi anni
Le prime consegne si hanno nei primissimi mesi del 2015, mentre la GT S nella primavera del 2015 viene scelta come safety car per il Campionato Mondiale di Formula 1. 

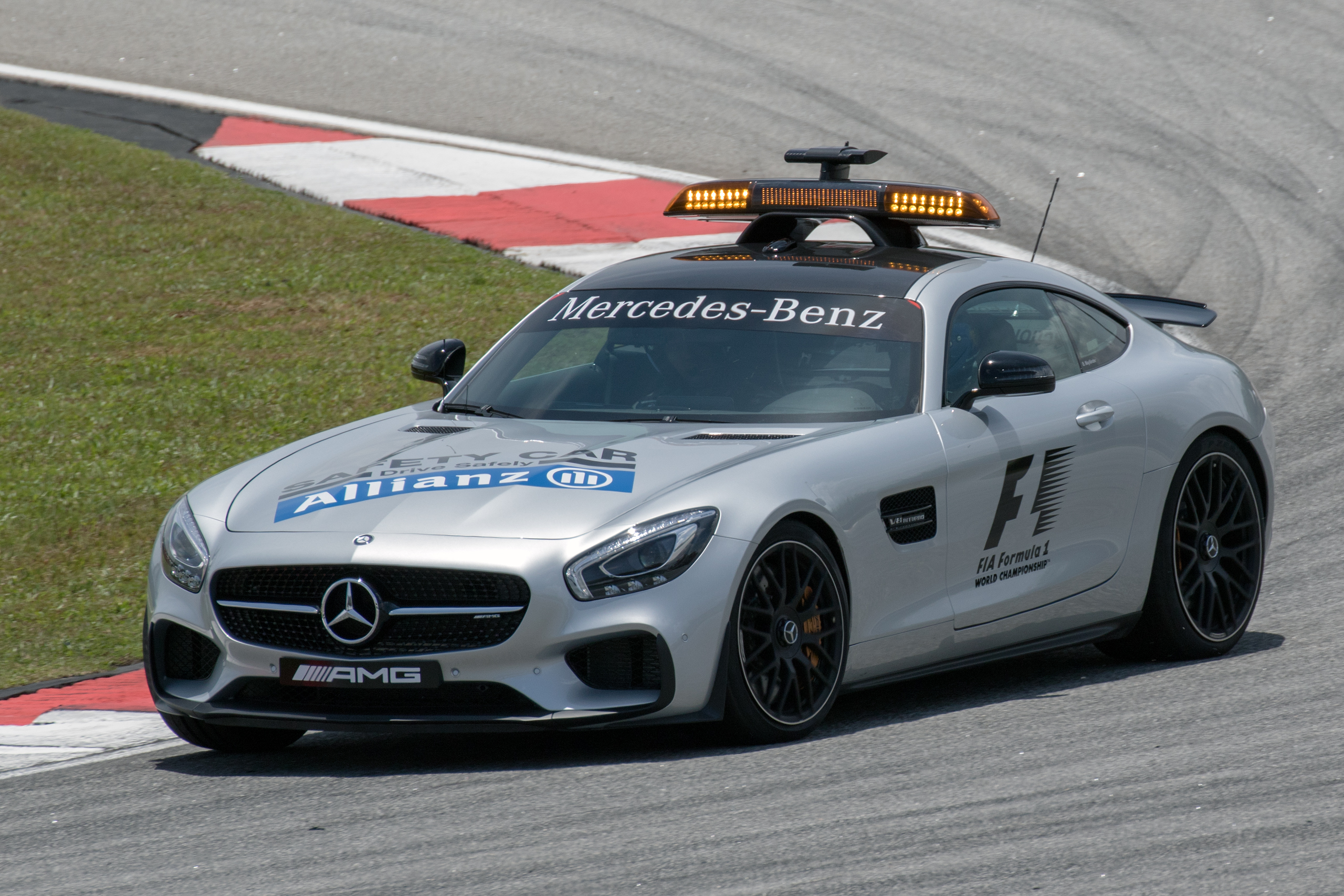
Mercedes-AMG GT S versione Safety Car al GP della Malesia di F1 del 2015

Successivamente la gamma si moltiplica in più versioni.

### Mercedes-AMG GT R
Il 24 giugno 2016, al Goodwood Festival of Speed venne presentata per la prima volta la GT R. Rispetto ai due modelli fino a quel momento in listino, la GT R è una versione più prestazionale fin dal suo impatto estetico, che prevedeva una calandra più grande e a listelli verticali cromati, di lì a poco estesa a tutta la gamma, un fascione paraurti anteriore ridisegnato in modo da sembrare una grande "bocca" a tutta larghezza, l'estrattore visibile nel fascione posteriore ed un vistoso spoiler posteriore per schiacciare efficacemente il retrotreno a terra. Oltre a ciò, le carreggiate e passaruota sono stati allargati (di 4,6 cm all'avantreno e di 5,7 cm al retrotreno), mentre anteriormente compaiono nuove appendici aerodinamiche mobili e gestite elettronicamente. Sempre a proposito di aerodinamica, vale la pena aggiungere che il già citato estrattore posteriore è la via di uscita di un flusso d'aria gestito mediante un sistema di carenatura attiva del sottoscocca. 

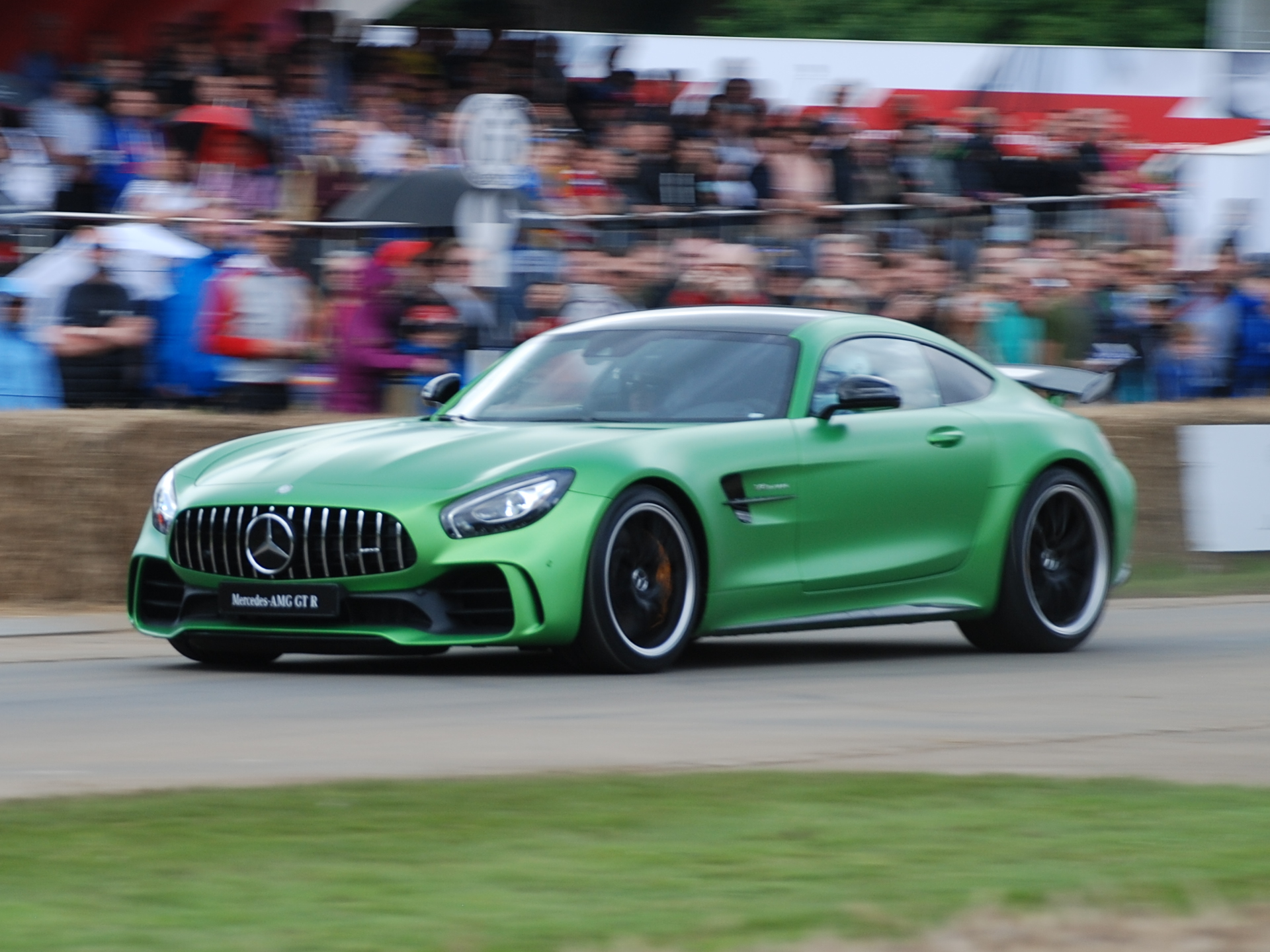
Una GT-R

Per quanto riguarda la meccanica telaistica, l'assetto si avvale di molle elicoidali regolabili, mentre il retrotreno è di tipo autosterzante. La vettura risulta più leggera di 15 kg rispetto alla GT S grazie all'adozione di componentistica leggera, come il tetto in carbonio, lo scarico in titanio e l'albero di trasmissione in fibra di carbonio. Inoltre all'interno dell'abitacolo è stata eliminata gran parte dei materiali fonoassorbenti. Il "cuore" della GT R è sempre il già noto V8 biturbo da 4 litri, ma rivisto nella pressione di sovralimentazione e nelle modalità di combustione, cosicché riesce ad erogare una potenza massima di 585 CV a 6250 giri/min. Il cambio a doppia frizione cambia nella rapportatura del primo e del settimo rapporto, rispettivamente più corto e più lungo. La vettura così equipaggiata riesce così a raggiungere una velocità massima di 320 km/h, coprendo lo scatto da 0 a 100 km/h in 3"6.

### Mercedes-AMG GT Roadster

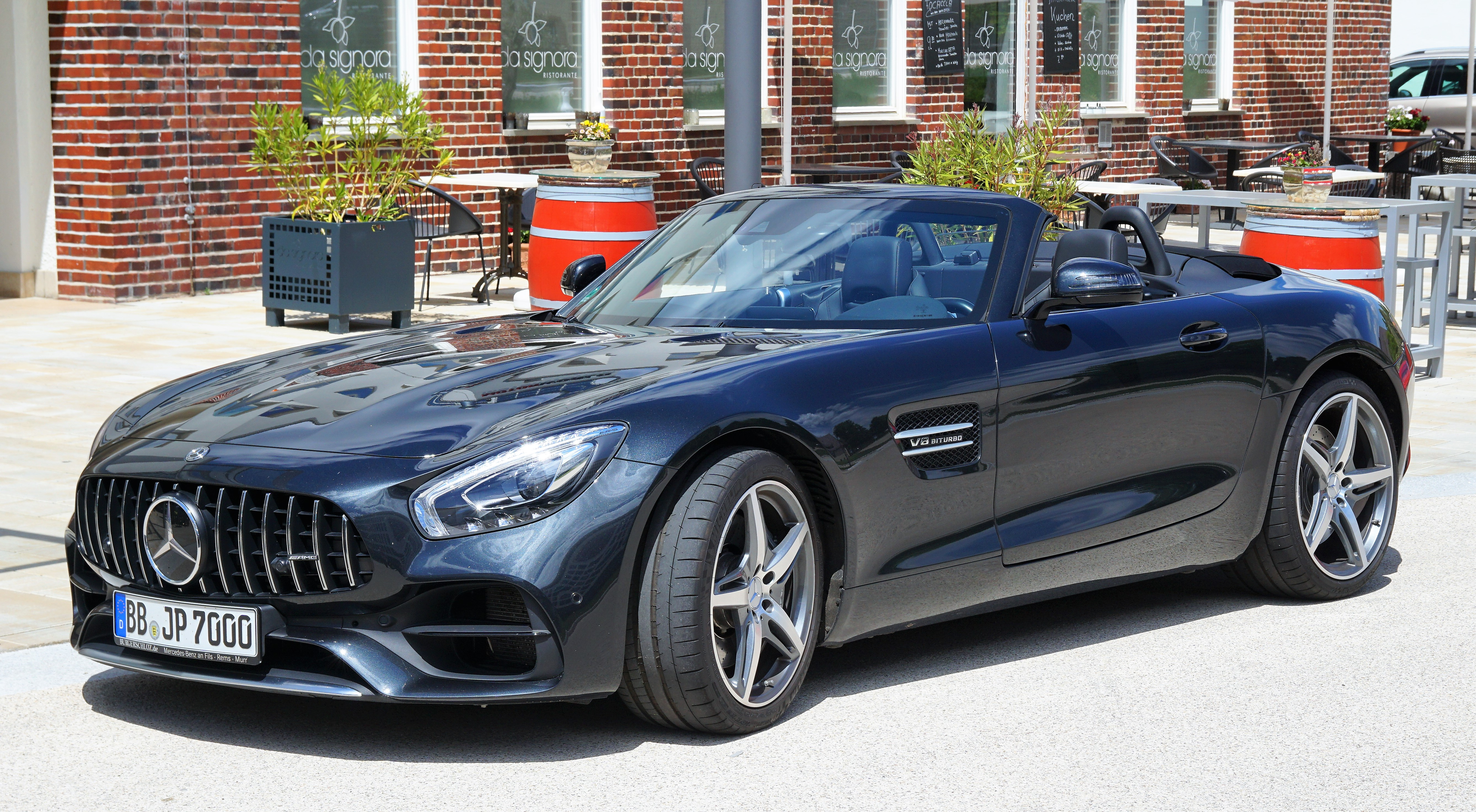
Una GT Roadster

Al Salone di Parigi del 2016, viene presentata la versione roadster, denominata appunto GT Roadster, che della GT R riprende alcuni elementi stilistici come ad esempio la calandra a listelli verticali. A livello strutturale, la scocca della vettura ha dovuto ovviamente essere rinforzata per conservare le doti di rigidezza torsionale necessarie in particolar modo in vetture altamente performanti come questa. Nonostante l'applicazione di tali rinforzi, la massa a vuoto della GT Roadster cresce di pochissimo grazie ad un più massiccio utilizzo di leghe leggere. Per esempio, l'intelaiatura della capote è realizzata utilizzando un mix di magnesio, alluminio ed acciaio. La copertura è realizzata in tre strati di tessuto, è disponibile nei colori nero, rosso o beige ed è ad azionamento elettrico. L'operazione di apertura o chiusura avviene in 11 secondi a velocità inferiore o uguale a 50 km/h. Per quanto riguarda la gamma motori, la GT Roadster prevede due unità dai livelli di potenza fino a quel momento non ancora previsti nelle versioni coupé: sempre basate sul V8 biturbo da 4 litri, queste unità motrici sono previste con potenze di 476 CV per la versione di base e di 557 CV per la GT C Roadster, che precede di poco la corrispondente GT C con carrozzeria coupé.

### Mercedes-AMG GT C

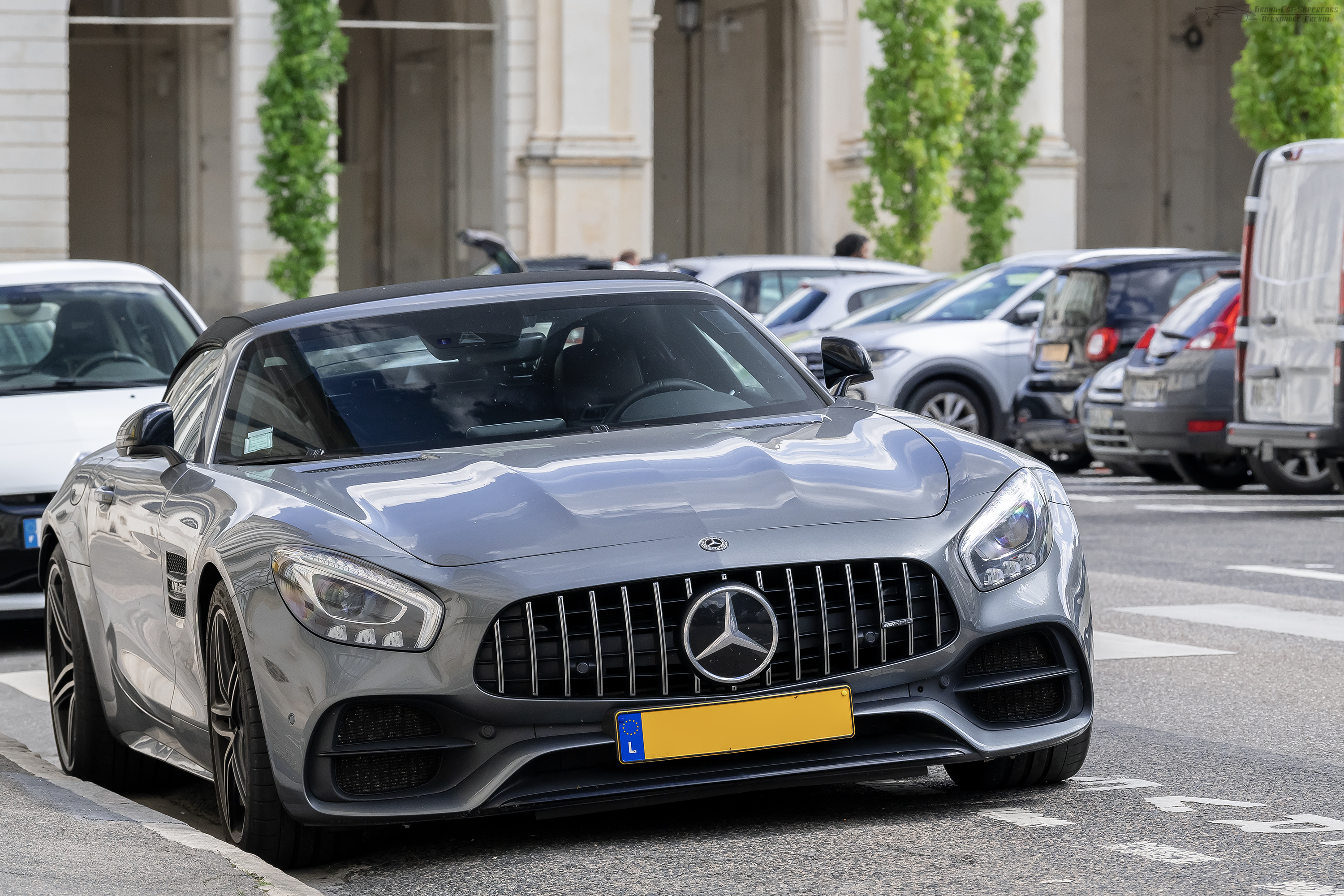
AMG GT C roadster

La Mercedes-AMG GT C Roadster venne presentata al Salone di Parigi, per poi essere esposta a novembre anche al Salone di Los Angeles. Ma la kermesse parigina fece da cornice anche per la presentazione della GT C Coupé. Le prime consegne si ebbero all'inizio del 2017. La versione GT C proponeva per entrambe le carrozzerie alcune soluzioni interessanti che la ponevano a metà strada fra l'estrema GT R e la più "tranquilla" GT S. Tra queste soluzioni va citato l'allargamento delle carreggiate e dei passaruota, ma anche l'adozione del retrotreno sterzante, come nella GT R. Esternamente, la GT C si presenta in maniera meno aggressiva rispetto alla GT R e più vicina invece alla GT S. Il differenziale autobloccante è a controllo elettronico, mentre il cambio a doppia frizione è corredato di un quinto programma di marcia. Il motore della GT C è il solito e già conosciuto V8 da 4 litri con doppia sovralimentazione, che in questo caso arriva ad erogare una potenza massima di 557 CV ed una coppia massima di 680 Nm disponibile già a 1900 giri/min. Al Salone di Detroit del gennaio 2017 venne presentata un'edizione a tiratura limitata della GT C, denominata Edition 50, caratterizzata da un allestimento interno dedicato e prodotta, come dice il nome stesso, in 50 coupé e 50 roadster.

### Restyling 2017

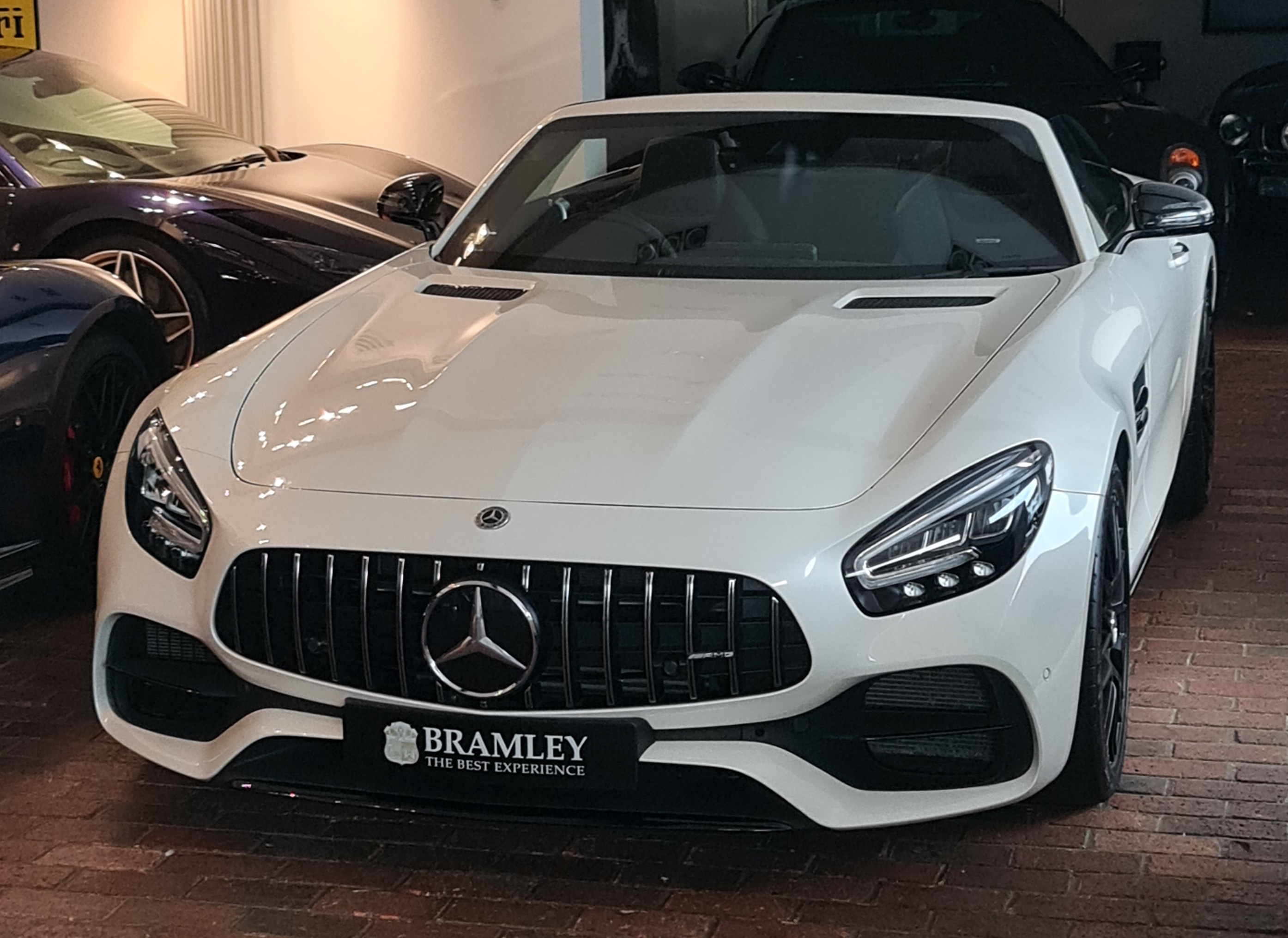
Restyling 2017

Nel marzo del 2017 la gamma viene aggiornata attraverso un restyling non tanto sul piano stilistico, che vede la calandra a listelli verticali estesa anche alla GT di base e alla GT S, quanto sul piano tecnico ed in particolare su quello motoristico: la GT di base vede la sua potenza salire da 462 a 476 CV anche nella versione coupé, mentre il motore della GT S passa da 510 a 522 CV. Su quest'ultima versione, il sistema di sterzatura integrale entra nella lista optional, mentre un anno dopo, sempre la GT S viene finalmente proposta anche come roadster.

### Mercedes-AMG GT R PRO
Mentre all'inizio del 2018 la GT R divenne la nuova safety car della Formula 1, al Salone di Los Angeles dello stesso anno, della GT R venne presentata una versione ancor più avanzata, denominata GT R PRO, ancor più orientata all'utilizzo in pista. Per questo le differenze rispetto alla GT R "normale" si limitano quasi esclusivamente all'alleggerimento e all'irrobustimento della scocca ed alla meccanica telaistica. La GT R PRO monta un nuovo kit di molle regolabili, barre antirollio alleggerite, supporti motore attivi a gestione elettronica, impianto frenante a dischi carboceramici, tetto in fibra di carbonio, sedili a guscio in fibra di carbonio, cerchi in lega specifici con pneumatici semi-slick, un nuovo spoiler anteriore regolabile in carbonio, nuove prese d'aria sulla sommità dei parafanghi anteriori ispirate a quelle degli esemplari impiegati nei Campionati di Gran Turismo in categoria GT3 e una grande ala posteriore ridisegnata per ottimizzare il carico aerodinamico sul retrotreno. La vettura, comunque omologata anche per l'utilizzo stradale, monta anche un impianto hi-fi e, a richiesta, prevede la possibilità di essere equipaggiata con ulteriori attrezzature per un eventuale utilizzo su pista, come ad esempio il kit con estintore. 

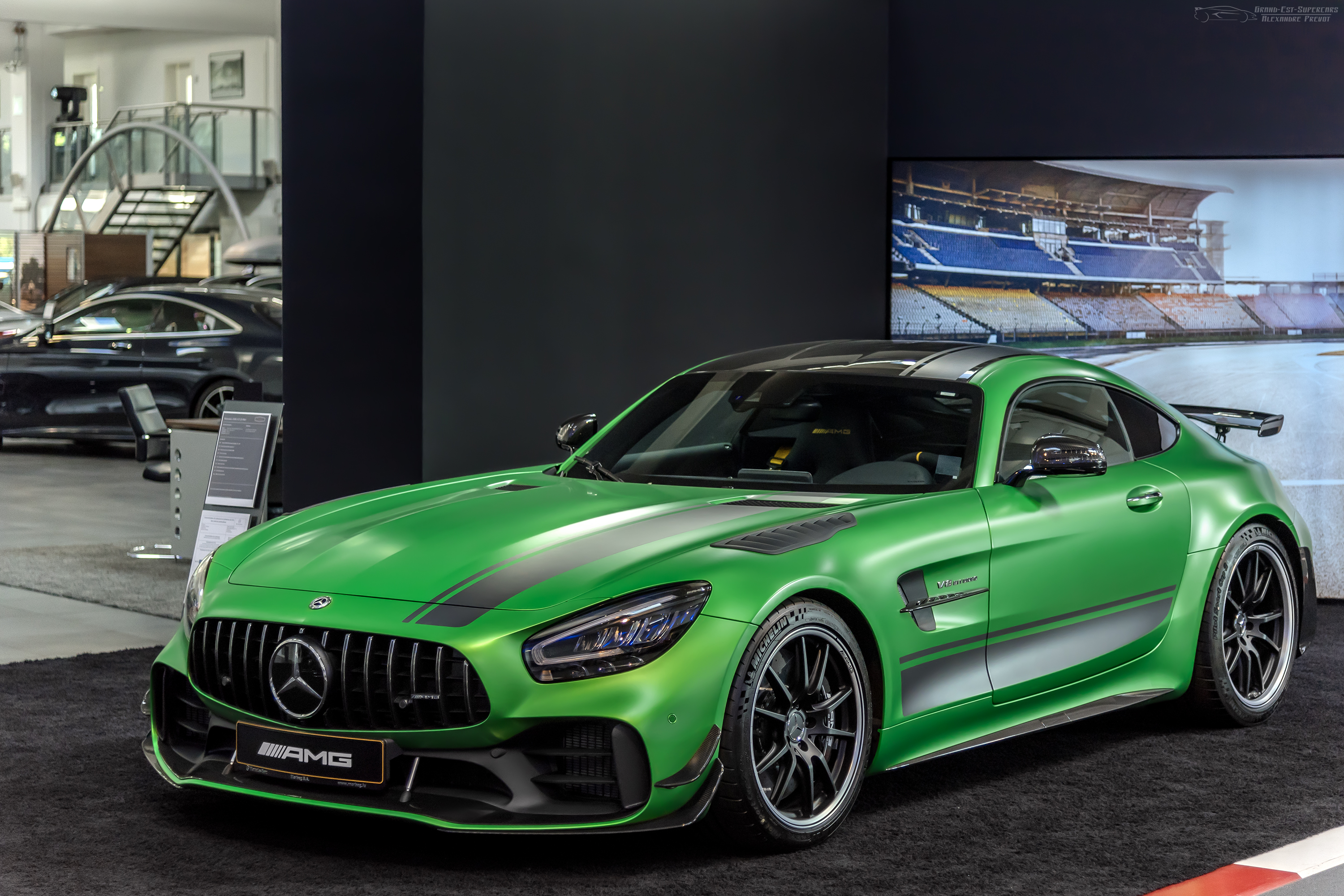
GT R PRO

La GT R PRO è stata prodotta in una serie limitata a 750 esemplari. Nel novembre 2018, la GT-R PRO pilotata da Maro Engel stabilisce un tempo sul giro di 7'04"632 al Nürburgring piazzandosi all'ottavo posto fra le vetture stradali più veloci sul tracciato tedesco.

### Mercedes-AMG GT Black Series

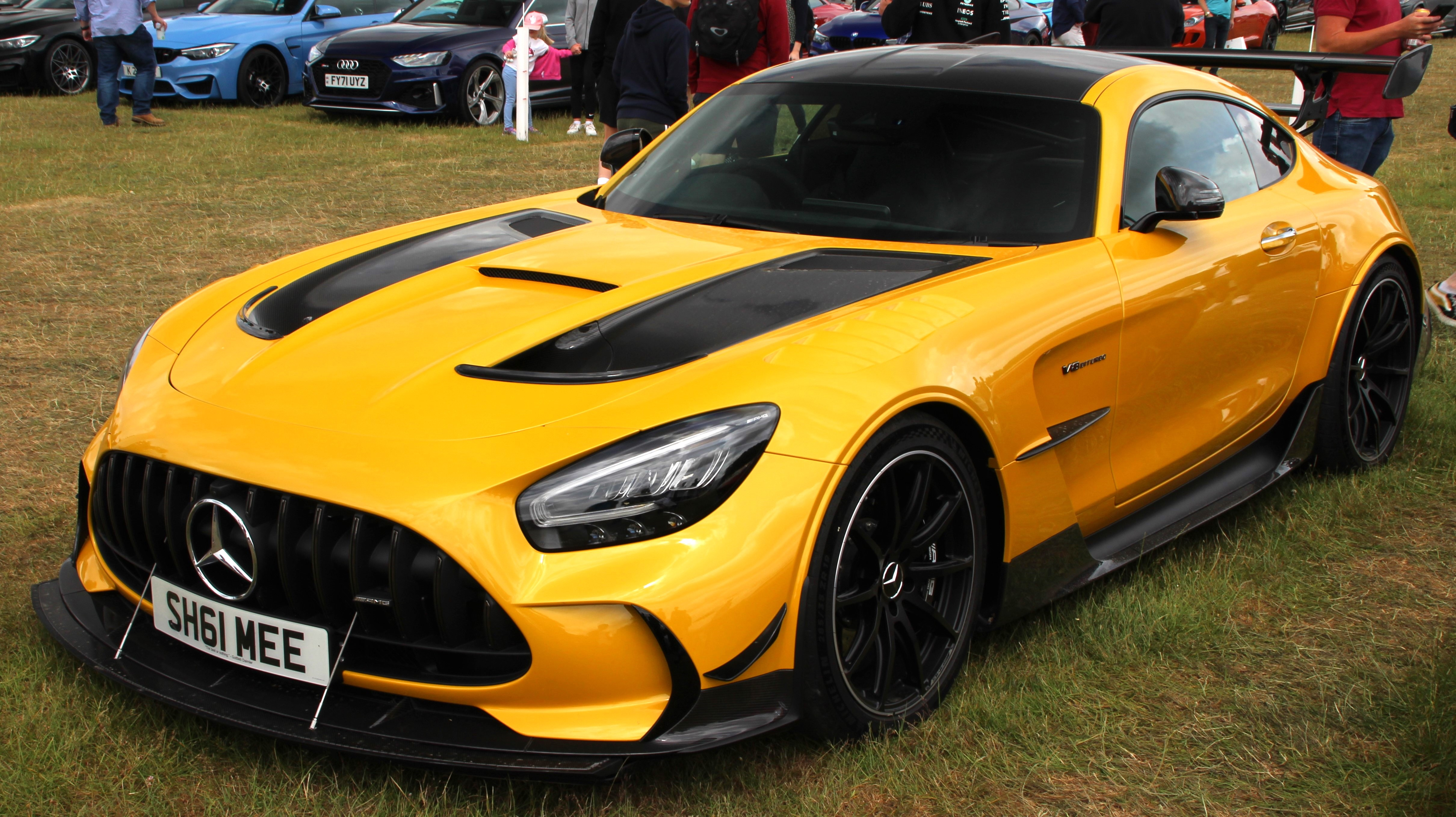
GT Black Series

Ultima versione speciale della gamma, la Black Series è stata presentata il 9 luglio 2020 sul canale YouTube della Mercedes-AMG. Non si sono avute presentazioni dal vivo per via dell'emergenza sanitaria da COVID-19. Questa versione, con la quale la casa di Affalterbach intendeva porre fine alla produzione della gamma C190/R190, è di gran lunga la più avanzata, andando a surclassare persino un modello specialistico come la GT R PRO. I contenuti della Black Series vengono preannunciati già dalla vista d'insieme della vettura, che ricorda da vicino gli esemplari impiegati nelle categorie GT3 e GT4. Il frontale sfoggia una calandra ancor più larga, un fascione paraurti modificato nelle prese d'aria laterali e provvisto di un labbro inferiore regolabile su due posizioni, ma anche un cofano in carbonio che integra a sua volta delle inedite prese d'aria per il raffreddamento del potentissimo motore. La vista laterale pone in evidenza i due sfoghi d'aria a sviluppo verticale ricavati dietro al passaruota anteriore, ma anche le minigonne che uniscono i parafanghi anteriore e posteriore di ogni lato della vettura. La coda è dominata dall'enorme ala posteriore regolabile ed inclinabile fino a 20°, nonché dall'estrattore che, assieme al fondo piatto, contribuisce ad un efficace effetto suolo che si traduce in un carico di 400 kg a 250 km/h di velocità. Meccanicamente la Black Series monta barre antirollio regolabili sia davanti che dietro, assetto a ghiera, campanatura regolabile e pneumatici dal battistrada maggiorato di 10 mm. Le altre principali caratteristiche della meccanica telaistica corrispondono a quanto già visto per la GT R PRO, compresi i dischi carboceramici. Il motore è invece stato rivisto in profondità e differisce in particolare per una caratteristica che lo avvicina maggiormente alle auto da competizione: l’albero motore non ha una disposizione dei perni di biella “a croce” come accade per la maggior parte dei modelli stradali, ma a 180°. È dunque un albero motore piatto, chiamato anche albero “flatplane”. Una concezione di derivazione dalle competizioni, che comporta una diversa sequenza di accensione (è ora 1-8-2-7 4-5-3-6) e prestazioni notevolmente migliorate rispetto alla AMG GT R. La potenza passa infatti da 585 a 730 CV e la coppia da 700 a 800 Nm, che si traduce in un’accelerazione da 0 a 100 km/h in 3,1 secondi, da 0 a 200 km/h in 8,8 secondi ed una velocità massima di 325 km/h. La Black Series ha firmato il giro più veloce mai registrato sulla pista del Nurburgring per le vetture sport omologate per uso stradale, battendo con il suo tempo di 6'43"616 il precedente record della Lamborghini Aventador SVJ e la Porsche 911 GT2 RS.

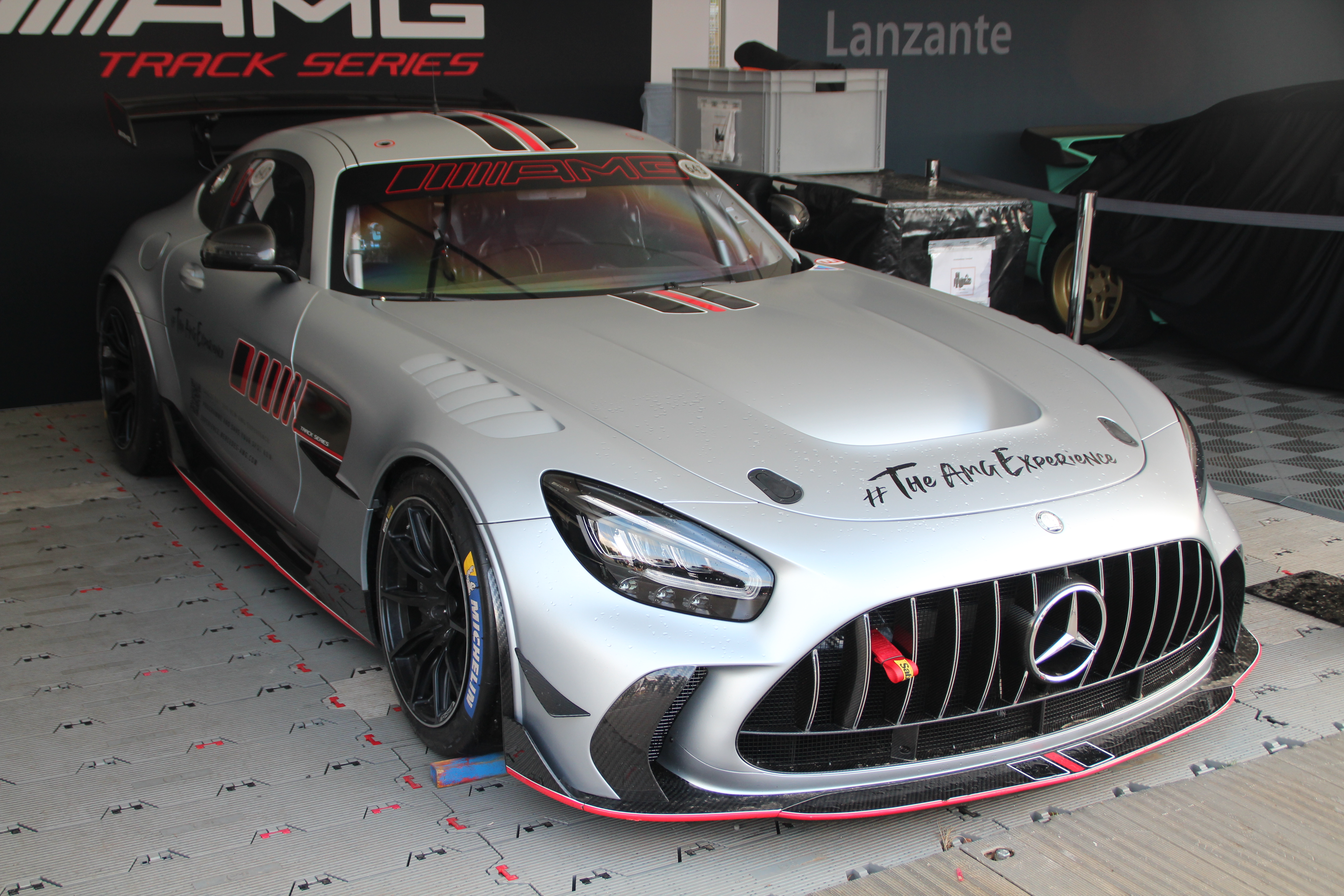
GT Track Series

### Mercedes-AMG GT Track Series
Annunciata a fine marzo 2022 e presentata ufficialmente al pubblico durante il festival.di Goodwood, la Track Series è una versione in taratura limitata di 55 esemplari, creata per celebrare i 55 dalla nascita della AMG, La vettura, creata per essere utilizzata solo in pista, ha subìto una serie di importanti modifiche e miglioramenti, primo fra tutto al motore V8 che è stato potenziato a 734 CV.

### Verso la fine produzione
Mentre nel luglio 2020 viene svelata la versione Black Series, la gamma inizia a sfoltirsi con l'uscita di listino della GT S, mentre la potenza della GT di base sale fino a 530 CV, andando di fatto a sostituire il modello uscente. La produzione delle versioni normali della Mercedes-AMG GT termina alla fine del 2021. La versione roadster viene sostituita dalla Mercedes-AMG SL.

## Attività sportiva

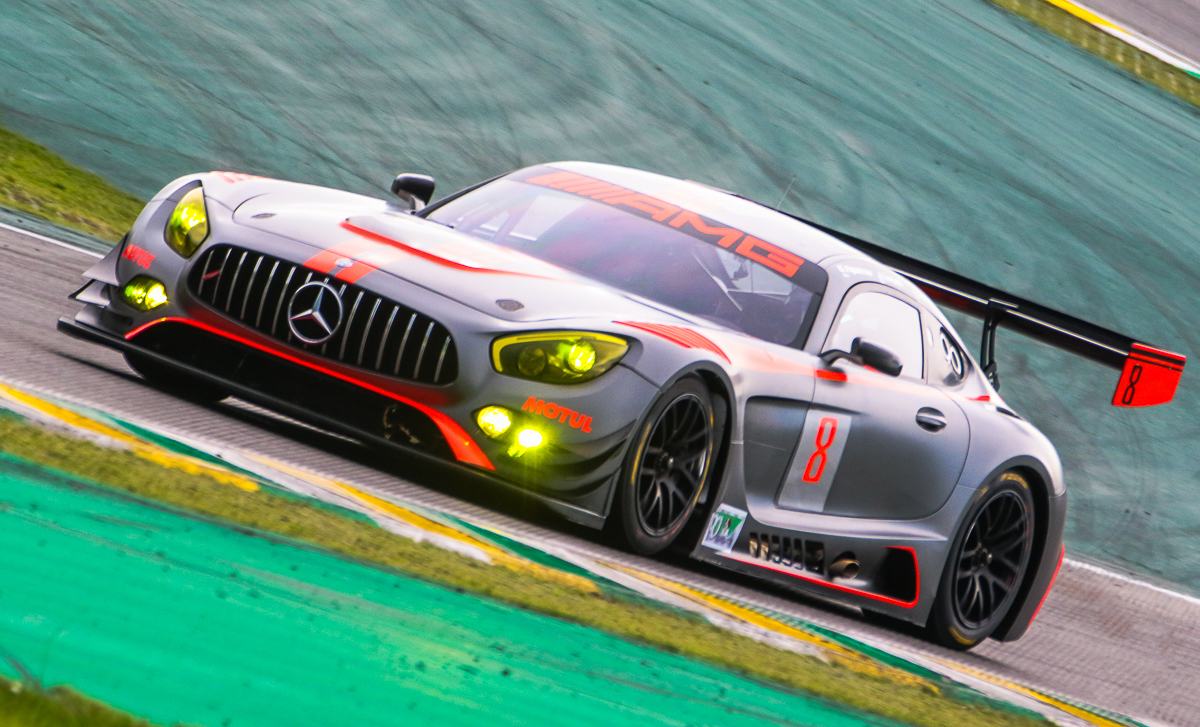

Il Salone di Ginevra del marzo 2015 vide anche l'esposizione della versione GT3, destinata a competere nell'omonima categoria dei campionati FIA-GT e tecnicamente stravolta rispetto ai modelli di serie. 

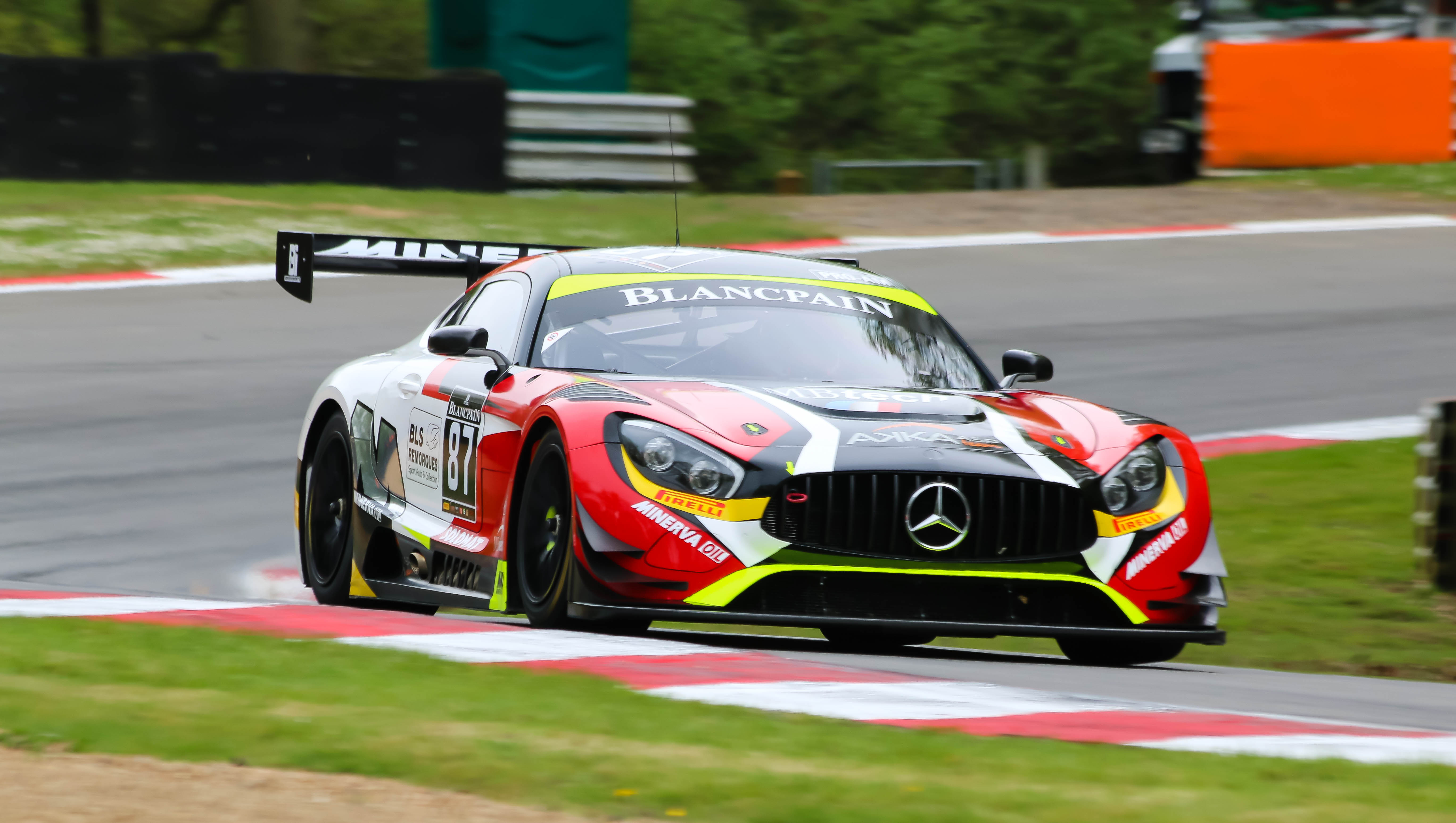

Per rimanere entro i limiti di peso di 1300 kg, l'intera scocca venne ricostruita utilizzando in gran parte plastica rinforzata con fibra di carbonio, ma soprattutto è il motore utilizzato ad essere completamente differente rispetto alle GT stradali. Non si tratta infatti del già noto V8 biturbo da 4 litri, bensì del V8 aspirato M159 da 6208 cm3 già utilizzato per anni anche in numerose applicazioni stradali tra cui anche la stessa SLS AMG. 
Tra i risultati più rilevanti ottenuti con vetture di questo tipo va ricordata la 24 Ore del Nürburgring del 2016, con quattro vetture ai primi quattro posti: due di queste vetture appartenevano al team AMG-Black Falcon (primo e quarto posto), mentre le altre due erano dei team AMG-Team HTP Motorsport (secondo posto) e Haribo Racing Team-AMG (terzo posto). Una quinta vettura, quella del team Zakspeed, giunse sesta. Nel 2017, una GT3 del team Riley Technologies giunse terza di categoria alla 24 Ore di Daytona. In totale furono 130 gli esemplari venduti e preparati per competere nella FIA-GT in categoria GT3, ma ve ne furono alcuni altri preparati per gareggiare in categoria GT4, che però ottennero risultati di minor rilievo.